# Iona (Minnesota)
Iona es una ciudad ubicada en el condado de Murray en el estado estadounidense de Minnesota. En el Censo de 2010 tenía una población de 137 habitantes y una densidad poblacional de 68,43 personas por km².

## Geografía
Iona se encuentra ubicada en las coordenadas 43°54′54″N 95°47′9″O / 43.91500, -95.78583. Según la Oficina del Censo de los Estados Unidos, Iona tiene una superficie total de 2 km², de la cual 2 km² corresponden a tierra firme y (0%) 0 km² es agua.

## Demografía
Según el censo de 2010, había 137 personas residiendo en Iona. La densidad de población era de 68,43 hab./km². De los 137 habitantes, Iona estaba compuesto por el 100% blancos, el 0% eran afroamericanos, el 0% eran amerindios, el 0% eran asiáticos, el 0% eran isleños del Pacífico, el 0% eran de otras razas y el 0% pertenecían a dos o más razas. Del total de la población el 0% eran hispanos o latinos de cualquier raza.